# 弗里德里希·威廉·冯·塞德利茨
弗里德里希·威廉·冯·塞德利茨男爵（德語：Friedrich Wilhelm, Freiherr von Seydlitz，1721年2月3日—1773年8月27日）是普魯士軍官、中將，也是普魯士最偉大的騎兵將軍之一。他生於克萊沃公國的卡爾卡。他父親是普魯士騎兵，當時在這裡駐守。他指揮著腓特烈大帝軍隊的第一批驃騎兵中隊，並因將普魯士騎兵發展到七年戰爭中高效的表現水平而受到讚譽。他的騎兵父親退休後去世，當時塞德利茨還很年輕。隨後，他受到勃蘭登堡-施韋特侯爵腓特烈·威廉侯爵的指導。塞德利茨精湛的馬術和魯莽的性格使他成為一名傑出的中尉，在第一次和第二次西里西亞戰爭期間的奧地利王位繼承戰爭（1740-1748）中，他成為了一位令人敬畏的騎兵上尉。
塞德利茨因其領導能力和魯莽的勇氣而成為整個普魯士軍隊的傳奇人物。七年戰爭期間，他以騎兵將領的身份嶄露頭角。在羅斯巴赫戰役中，他的騎兵在擊敗法國和帝國軍隊方面發揮了重要作用。隨後，他的騎兵在洛伊滕戰役中粉碎哈布斯堡王朝和帝國左翼的過程中發揮了重要作用。塞德利茨在戰鬥中多次受傷。1759年8月庫納斯多夫戰役後，他處於半退休狀態養傷，肩負保護柏林城的重任。直到1761年，他的健康狀況才得以再次參加競選。
羅斯巴赫戰役後，腓特烈在戰場上授予黑鷹勳章。他已經因在科林戰役中的表現而獲得了功績勳章。雖然與腓特烈疏遠多年，但兩人在塞德利茨臨終前重歸於好。塞德利茨於1773年去世，腓特烈的繼承人將他的名字刻在了柏林腓特烈大帝的騎馬雕像上，以示紀念。
他的后代瓦尔特·库尔特·冯·塞德利茨-库尔兹巴赫在納粹德國時期曾任第51军军长，在斯大林格勒战役中隨第6軍團被俘。後帮助苏军向德军劝降。

## 生平
1757年5月6日七年戰爭的布拉格戰役中，在莫里茨親王手下的塞德利茨騎兵上校帶部隊增援主力，但是卻發現他們和主戰場之間隔著一條Moldan河，河上的橋樑不夠長，無法通過，莫里茨手下的騎兵上校塞德利茨（Seydlitz）情急之下，跳進河裏嘗試徒涉，結果被河泥陷住，險些丟了性命。但是他這次不顧一切的行為，吸引了腓特烈注意，7個月內他晉升至中將。
科林戰役中，普軍行軍前鋒齊騰騎兵迂回到奧軍右翼頂點發動進攻，但兵力不足，被奧軍右翼站住腳跟，騎兵旅長Krosigk少將身被兩刀一炮陣亡，36歲的上校塞德利茨挺身而出接替指揮，終於打開突破口。
此後的羅斯巴赫會戰，塞德利茨為騎兵總指揮，星夜趕去迎擊西南方向的夏爾·德·羅昂。腓特烈大帝計畫以陣線右翼前面的一列小山丘為掩蔽，悄悄集中兵力於右翼，把左翼回縮，將法軍引誘到普魯士陣地南端和薩爾河之間的陷阱，加以殲滅。法軍還蒙在鼓裏，三路行軍縱隊還沒有等到展開，就遭到前鋒塞德利茨4,000騎兵的迎頭痛擊，先鋒被擊潰。普魯士步兵主力在高地上18門重炮掃射的掩護下殺進亂成一團的法軍，而經過休整的塞德利茨騎兵同時迂回到法軍背後，把戰鬥變成一場屠殺。羅斯巴赫戰役下午3點半才開火，但是一個半小時之內，法軍已經潰不成軍，死傷3,000人，被俘5,000人。而普魯士的損失，僅僅是165人陣亡，376人受傷。但是塞德利茨中將也在受傷之列，回國修養，沒有能參加下一場洛伊滕會戰。
在曹恩道夫戰役中，塞德利茨的騎兵支援左翼突前以斜線式戰術攻擊俄軍突出的右翼。曼陀菲爾師投入總攻的時候預定跟隨在後，加強進攻力量的卡尼茨師走錯了路線，運動到曼陀菲爾師右側發起攻擊，這樣，集中的西路突破演變成寬正面進攻。俄軍的抵抗極為頑強，戰局向不利於腓特烈的方向發展。腓特烈催促塞德利茨騎兵投入戰鬥支援總攻。塞德利茨立馬於一片高地上，約束自己的36個騎兵中隊隱蔽在高地後面按兵不動。他認為戰機不到，急忙投入戰鬥也僅僅是加強正面實力而已，沒有什麼意義。腓特烈連下嚴令要塞德利茨出擊，塞德利茨鎮靜地對傳令官說：「戰後我的腦袋是屬於國王的，但是現在，還請國王陛下允許我用它來為國王效力。」終於，普軍步兵進攻失敗撤退下來，俄軍發動反攻。塞德利茨認為時機已到，他的三個團縱馬躍上高坡，齊頭並進，打擊在勝利挺進中的俄軍背後，一舉扭轉戰局。俄軍右翼敗退。在對峙幾天之後，俄軍於9月1日有秩序地後撤。此後塞德利茨在庫勒斯道夫戰役中受傷被抬出戰場。
塞德利茨晚年生活相當悽涼，當塞德利茨在柏林療養的時候與哈克伯爵的女兒蘇珊娜·約翰娜·阿蓓娣娜結婚。但是妻子的不貞行為導致塞德利茨染患了梅毒。1773年11月，塞德利茨於他位於奧勞（今波蘭奧瓦瓦）附近的住處逝世，死於梅毒末期的併發症。

## 紀念
- 柏林威廉廣場的塞德利茨塑像1872年2018年1851年，腓特烈·威廉四世為腓特烈大帝修建騎馬像，其下便有塞德利茨
- 1872年，柏林威廉廣場為其豎起塑像
- 1910年興建的德意志帝國海軍塞德利茨號大巡洋艦以他為名
- 1939年興建的納粹德國希佩爾海軍上將級塞德利茨號重巡洋艦以他為名，但並未建成

## 外部連結
- Webpage devoted to F W von Seydlitz